# Cantone di Montreuil
Il Cantone di Montreuil era una divisione amministrativa dell'arrondissement di Montreuil-sur-Mer.
È stato soppresso a seguito della riforma complessiva dei cantoni del 2014, che è entrata in vigore con le elezioni dipartimentali del 2015.
Comprendeva i comuni di:
- Beaumerie-Saint-Martin
- La Calotterie
- Campigneulles-les-Grandes
- Campigneulles-les-Petites
- Cucq
- Écuires
- Lépine
- La Madelaine-sous-Montreuil
- Merlimont
- Montreuil-sur-Mer
- Nempont-Saint-Firmin
- Neuville-sous-Montreuil
- Saint-Aubin
- Saint-Josse
- Sorrus
- Le Touquet-Paris-Plage
- Wailly-Beaucamp